# كلية القرآن الكريم للقراءات وعلومها جامعة الأزهر بطنطا
كلية القرآن الكريم للقراءات وعلومها جامعة الأزهر بطنطا (بنين) هي إحدى كليات جامعة الأزهر، وهي الكلية الوحيدة في الجامعة المنفردة بالقراءات، أنشئت عام 1991.

## نبذة عامة
أنشئت الكليـة بطنطـا بقـرار مجلس الـوزراء رقم 1503 لسنة 1991م. وبدأت الدراسـة بها في أول العام الجامعي 1412هـ 92 / 1993م وهي الأولى من نوعها بجامعة الأزهر، وهي المنفردة في دراسة القراءات المتواترة من جميع طرقها في جمهورية مصر العربية، فليس لها نظير في الجامعات المصرية. وقد افتتح بالكلية قسم للدراسات العليا في القراءات وعلومها بدءاً من العام الجامعي 2000 / 2001م. وتتميز الكلية بدراسة مواد قرآنية تجعلها فريدة في العالم وتميزها عن أي كلية أخرى.

### رؤية الكلية
تتطلع كلية القرآن الكريم للقراءات وعلومها بجامعة الأزهر أن تكون الرائدة في العناية بالقرآن الكريم وعلومه وقراءاته محليا وإقليميا وعالميا.ة أو غيرذلك.

### رسالة الكلية
تلتزم كلية القرآن الكريم للقراءات وعلومها بجامعة الأزهر بتأهيل متخصصين في القرآن الكريم وعلومه وقراءاته، يمتلكون مهارات مهنية وبحثية لخدمة المجتمع.

### أقسام الكلية
- قسم القراءات: أنشئ قسم القراءات بقرار من رئيس مجلس الوزراء رقم 382 لسنة 1993م بتاريخ 7-رجب-1414هـ الموافق 20-ديسمبر-1993م
- قسم علوم القرآن: أنشئ قسم علوم القرآن بقرار من رئيس مجلس الوزراء رقم 382 لسنة 1993م بتاريخ 7-رجب-1414هـ الموافق 20-ديسمبر-1993م.

## الدرجات العلمية التي تمنحها الكلية
يمنح مجلس جامعة الأزهر بناءً على طلب مجلس الكلية الدرجات العلمية الآتية:
- درجة الإجازة العالمية «الليسانس» في القراءات وعلوم القرآن.
- درجة التخصص «الماجستير» في القراءات وعلومها.
- درجة العالمية «الدكتوراه» في القراءات وعلومها.